# Птичи базар
Птичите базариса  масови струпвания за гнездене на прелетни птици, образуващи големи колонии от кайри, чайки, баклани (Phalacrocirax), олуши (Sula), понякога и пингвини, които обичайно са разположени по скалите на стръмно спускащи се морски брегове. Разпространени са по крайбрежията на Европа, Азия, Северна и Южна Америка, Южна Африка, Нова Зеландия и по океанските острови в Южното полукълбо. Някои от птичите базари се простират на десетки km и наброяват стотици хиляди птици. Едни от най-големите птичи базари се намират по островите в Баренцево море (Нова Земя, Земя на Франц Йосиф), като най-характерните обитатели са дебелоклюни кайри, буревестници, гагарки, чайки-моевки, полярни чайки. В северните части на Тихия океан (Командорски, Алеутски, Курилски, Хавайски острови и др.) най-характерните птици са дебелоклюни, тънкоклюни и рогати тъпоклюни кайри, големи конюги, папагалови конюги, буревестници, берингови баклани, чайки-моевки. Птичите базари са разположени в морски райони с висока биологична продуктивност, усилена вертикална циркулация на морската вода, обилно развитие на планктон и риба, а също и в удобни за гнездене места. Обикновено в птичите базари присъстват птици, различаващи се в начина на гнездене, вида на храната и начинът ѝ на добиване и доставяне. Гнезденето на птиците в плътни колонии дава на птиците редица преимущества: малка загуба на яйца и пиленца от хищници и голяма синхронност в сроковете на размножаване. Птичите базари играят съществена рола в морския биологичен баланс. В миналото част от местното население в Арктика се е занимавало със събиране на птичи яйца от кайри и улов на самите птици. В Перу и Чили се разработват залежи на гуано.